# Budva
Budva, popis 2003; skupaj: 10.918
Budva je občina, turistično mesto in pristanišče v Črni gori.
Budva je najbolj obiskano turistično mesto v Črnogorskem primorju. Mesto leži ob Budvanskem zalivu. V mestu je ob popisu prebivalstva stalno živelo 10918 prebivalcev (popis 2003). Budva je ob slikovitem starem mestnem jedru dosegla sloves tudi s prostranimi peščenimi plažami. Slikovito staro mestece se se je po 2. svetovni vojni vedno bolj širilo z graditvijo številnih turističnih objektov, vil, poletnih hišic, in hotelov.
Mesto je aprila 1979 prizadel močan potres.
V Budvi je od leta 1967 do smrti, maja 1979, živela slovenska igralka Ita Rina.

## Zgodovina
Na nekdanjem majhnem otočku, ki so ga peščeni nanosi sčasoma spojili s kopnim, je bilo v preteklosti ilirsko naselje, kjer so se v 4 stoletju pr. n. št. naselili Grki. Rimljani so si ga prilastili leta 168 pr. n. št. in ga proglasili za municipij z imenom Butua, ko pa je razpadlo zahodno rimsko cesarstvo, je bila Budva priključena bizantinski temi (vojaški provinci) Dalmaciji. Ob koncu 12. st. je postala pomembno pristanišče Nemanjićev. Od leta 1442 do 1797 je bila pod oblastjo Benetk, po Napoleonovih vojnah pa v sestavu Avstro-Ogrske.
Budva, obdana z obzidjem, ki so ga v 15. stoletju zgradili Benečani, obnovljeno pa je bilo v 17. stoletju, je v starem mestnem jedru ohranila videz značilnega mediteranskega mesta, s slikovitimi ozkimi uličicami in majhnimi prodajalnami. Razen obzidja, s katerega je lep razgled na mesto in okolico, so zanimivi tudi drugi spomeniki: katedrala sv. Ivana Krstnika, zgrajena 1141 in prezidana v baročnem slogu v 17. stoletju. Zvonik katedrale dominira nad strehami Budve. Katedrala hrani nekaj dragocenih ikon beneških mojstrov. Cerkvica Santa Marija in Punta, je bila zgrajena leta 840 na obzidju pomola. Poleg teh stavb so tu še opuščeni samostan z zvonikom iz poznega baroka, ki danes služi kot Arheološki muzej, v katerem hranijo predmete iz ilirskih, grških in rimskih grobov; cerkev sv. Save (14. st.) in cerkev sv. Trojice (1804).
Znana je peščina (plaža), imenovana Mogren. Ob Beneškem obzidju je majhna plaža, ki se imenuje Ričardova glava. Na drugi strani je Slovenska plaža, tako imenovana po Slovakih, ki so bili prvi turisti v teh krajih. Iz Budve je mogoče zlahka obiskati Lovćen, Cetinje (nekdanjo prestolnico), Sveti Štefan, Kraljevo plažo oz. Kraljičino plažo (Miločer) in vrsto samostanov.

## Demografija
| 1948 | 1953 | 1961 | 1971 | 1981 | 1991 | 2003   | 2011   |
| 687  | 812  | 1349 | 2550 | 4684 | 7178 | 10 918 | 13 338 |